# Aziz Fahmy
Abdel Aziz Fahmy – egipski piłkarz, reprezentant kraju. Podczas kariery występował na pozycji bramkarza.

## Kariera klubowa
Podczas kariery piłkarskiej Aziz Fahmy występował w klubie Al-Ahly Kair.

## Kariera reprezentacyjna
Abdel Aziz Fahmy występował w reprezentacji Egiptu w latach trzydziestych. W 1934 roku uczestniczył w mistrzostwach świata. Na mundialu był rezerwowym i nie wystąpił w żadnym spotkaniu.